# Marsha Ivins
Marsha Sue Ivins est une astronaute américaine née le 15 avril 1951.

## Biographie
Ivins est née à Baltimore, Maryland, elle a obtenu un diplôme en génie aérospatial de l'université du Colorado à Boulder en 1973 et est a travaillé au Centre spatial Lyndon B. Johnson pour la NASA. Elle a principalement travaillé sur les écrans orbiteur et de contrôles avant d'être affecté comme ingénieur de vol en 1980 et copilote sur les avions administrative de la NASA. En 1984, Ivins a été choisi comme candidat astronaute. Elle a volé à bord de missions STS-32 (1990), STS-46 (1992), STS-62 (1994), STS-81 (1997) et STS-98 (2001).
Ivins a pris sa retraite de la NASA le 31 décembre 2010.

## Vols réalisés
Elle a réalisé 5 vols en tant que spécialiste de mission :

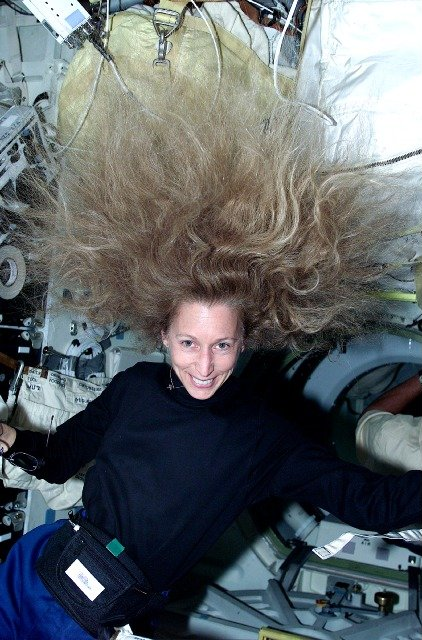
La chevelure de Marsha Ivins lors de la mission STS-98.

- 9 janvier 1990 : Columbia STS-32
- 31 juillet 1992 : Atlantis STS-46
- 4 mars 1994 : Columbia STS-62
- 12 janvier 1997 : Atlantis STS-81
- 7 février 2001 : Atlantis STS-98